# Bèbrices (Pont)
|  | Per a altres significats, vegeu «Bèbrices». |

Els bèbrices o bebrics (en llatí Bebrici, en grec antic Βέβρυκες) eren una nació del Pont.
Estrabó els suposa d'arrel tràcia, i diu que el seu primer assentament va ser Mísia. Dionís Periegetes els situa al riu Cios allà on entra a la Propòntida (el golf de Cios). Esteve de Bizanci esmenta als bisneis com una tribu dels bebrics. Erastòtenes diu que el poble va desaparèixer molt abans de l'època romana, cosa que confirma Plini el Vell, quan diu que eren una de les antigues tribus que ja havia desaparegut.
Aquest poble estava relacionat amb la mitologia grega. Àmic, un gegant fill de Posidó, era rei dels bèbrices, i escometia i matava tots els estrangers que arribaven al seu territori. Quan els argonautes van desembarcar allí, es van trobar amb Àmic que els va desafiar a lluitar. Pòl·lux va acceptar el duel i va començar la lluita. Àmic va ser vençut per l'habilitat de Pòl·lux, que el va fer comprometre a no hostilitzar mai més a cap estranger. Hèracles va matar Mígdon, germà d'Àmic, i també rei dels bèbrices.